# 五十川明

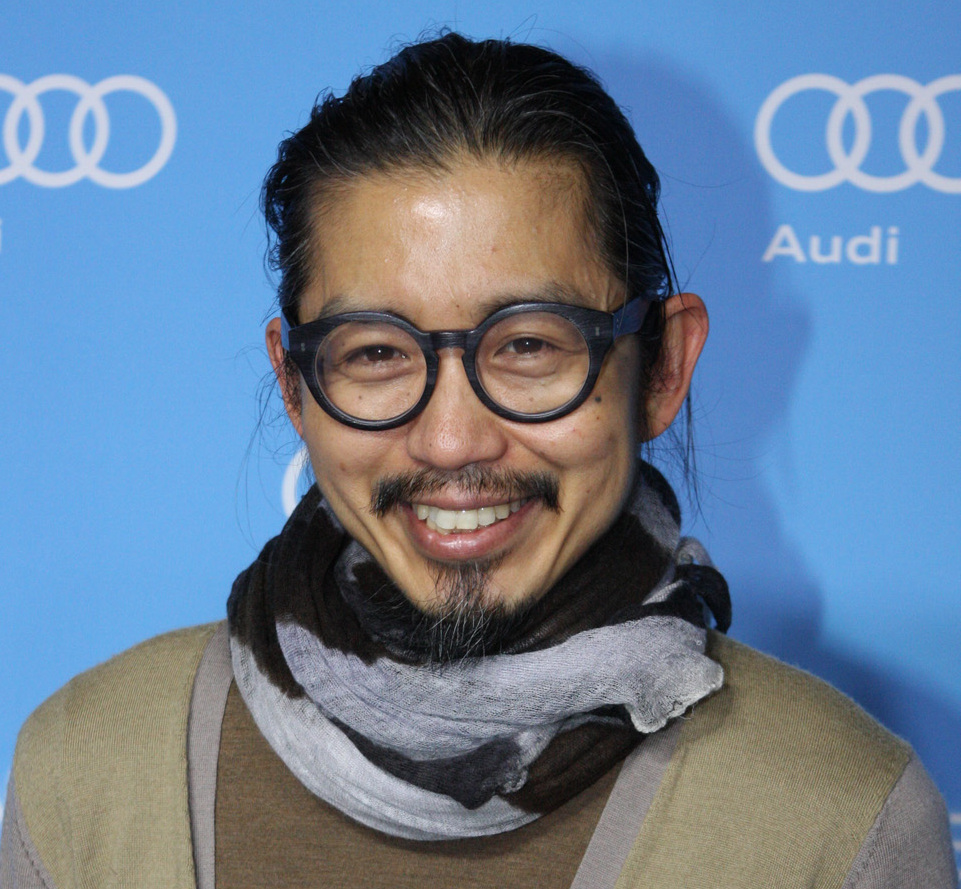
五十川明

五十川 明（いそがわ あきら、1964年 - ）は、オーストラリア在住の日本人ファッションデザイナー。
京都市出身。佛教大学卒業。1986年にワーキング・ホリデーにてオーストラリアに渡り、イースト・シドニーTAFEにて服飾を学んだ。1999年からパリ・コレに出展するなど国際的に高い評価を得ている。同年、オーストラリアン・ファッション・ウィークでデザイナー・オブ・ザ・イヤーを受賞する。2007年、第一回オーストラリア・ファッション大賞を受賞する。現在世界11ヶ国でコレクションを販売している。
2012年、国際社会で顕著な活動を行い世界で『日本』の発信に貢献したとして、内閣府から「世界で活躍し『日本』を発信する日本人」の一人に選ばれた。